# Литтауэр, Рафаэль
Рафаэль Литтауэр (1925 - 2009) — американский физик, специалист в области физики ускорителей.

## Биография
Родился в Лейпциге в 1925 году. Закончил Кембриджский университет (1943), там же защитил диссертацию (1950). Далее работал в Корнелльском университете в США. Сыграл ключевую роль в сооружении серии ускорителей электронов высокой энергии, кульминацией которой стал запуск электрон-позитронного коллайдера CESR на энергию до 6 ГэВ в пучке. Предложенная Литтауэром схема разведения пучков в паразитных местах встречи в двух плоскостях (так называемые претцль-орбиты) позволила увеличить число сгустков и поднять светимость на два порядка, в результате чего CESR получил рекордную светимость, и удерживал рекорд вплоть до появления B-фабрик.
Был женат на Александре Литтауэр, у них были сын и дочь.

## Общественная позиция
Убеждённый противник войны во Вьетнаме Литтауэр с детьми регулярно участвовал в протестах. В 1972 году был соавтором и одним из редакторов опубликованного доклада-исследования о последствиях бомбардировок Вьетнама воздушными силами США.

## Признание
С 1991 года член Американского физического общества. Премия Роберта Уилсона (1995).

## Публикации
- Robert R. Wilson, Raphael Littauer. Accelerators: Machines of Nuclear Physics. — 1960. — 196 с.
- Raphael Littauer. Pulse Electronics, Part 2. — 1965. — 530 с.
- R.M. Littauer, B.D. Mcdaniel, D. Morse, D.H. Rice. Proposed Multibunch Operation of CESR // Proc. HEACC'83. — 1983.